# Федишин Роман Степанович
Роман Степанович Федишин (нар. 18 червня 1969, Львів, Українська РСР, СРСР) — український підприємець. Власник найбільшого у Львові ринку сільськогосподарської продукції — «Шувар». Депутат Львівської міської ради кількох скликань, входить до фракції «Самопоміч». Нагороджений орденом «За заслуги» III ступеня (2019). Голова Федерації гандболу України у Львівській області, президент ГК «Галичанка» — багаторазового чемпіона України.

## Життєпис
Народився 18 червня 1969 року у Львові у родині службовців.
Протягом 1976—1984 років навчався у СШ № 2 м. Львова. З третього класу грав у гандбол. Отримав запрошення у юнацьку збірну України та у Київський спортивний інтернат, де навчався в 9-10 класах.
З 1986 р. навчався у Запорізькому індустріальному інституті, де продовжив спортивну кар'єру. Протягом 1987—1989 років проходив військову службу, виступав за гандбольні команди майстрів СКА (Одеса) та СКА (Львів).
1989 року через травму завершив спортивну кар'єру та перевівся на навчання до Львівського торговельно-економічного інституту. З 1989 року Федишин брав активну участь у діяльності Студентського братства, у виші створив осередок студентського братства, де був його співголовою спільно з Ярославом Ващишином.
1993 року закінчив Львівський торговельно-економічний інститут (товарознавчий факультет). Тоді ж створив підприємство «Шувар», яке торгувало сільськогосподарськими товарами. Зараз ОРСП «Шувар» — найбільший ринок сільськогосподарської продукції у Львові.

## Нагороди
- Орден «За заслуги» III ступеня (16 травня 2019) — за вагомий особистий внесок у розбудову української державності, плідну громадську діяльність, багаторічну сумлінну працю та з нагоди 30-річчя від дня заснування громадської спілки «Студентське Братство м. Львова»[4]

## Родина
Одружений, виховує двох синів. Троюрідна сестра — українська співачка Федишин Ірина Петрівна.